# Pop It!
Pop It! es una serie de televisión interactiva para los niños de 6 a 11 años, que les ayuda a hacer ejercicio y divertirse. Presentado por Briana (11 años), Shemar (12 años), y Lamar (13 años), los tres jóvenes bailarines se descomponen los movimientos para enseñar las rutinas de sus vídeos musicales originales. Después de la lección de baile, los niños están invitados a bailar a lo largo de la música con las tres estrellas y sus amigos. 
El espectáculo está producido por Hop To It Productions, Inc., en asociación con TVO y el Bell Fund. Esubo filmado en los estudios IAOD en Toronto. Hay 26 episodios. Cada episodio es de 7 minutos. El primer episodio fue lanzado en TVO el 3 de septiembre de 2007, y en SCN y Knowledge Network.
Presentadores del programa:
- Briana Andrade-Gomes
- Shemar Charles
- Lamar Johnson

Bailarines secundarios:
- Ashley Charles
- Breanne Carta
- Sara Kernerman
- Kelly Lopes
- Stella Medley

- Nikki Mele
- Pedro Rosa

## Los bailarines de copia de seguridad
- Katie Abugov
- Dixie Campbell
- D'Nikah Smith
- Ethan Chin Fook
- Jamie Hart
- Linique Jervis